# Политическое отчуждение
Под политическим отчуждением (political alienation) понимается наличие у граждан сравнительно стойкого ощущения отчуждённости от господствующей политической системы или недовольства ею, перерастающего в её отрицание.
Политическое отчуждение не тождественно т. н. избирательской апатии (voter apathy), характеризующейся безразличием к голосованию и/или к выборному процессу вообще. При политическом отчуждении граждане чувствуют себя принуждаемыми к участию в выборах и — одновременно с этим — незначительными для данной политической системы. У граждан возникает ощущение, что их интересы представлены кандидатами в недостаточной степени или не представлены вообще; что их желания или опасения никак не учитываются.

## Проявление
По своей природе политическое отчуждение подразделяется на две категории: политическая неспособность (political incapability) и политическое недовольство (political discontentment). В первом случае отчуждение навязывается личности её окружением, а во втором — является результатом её собственного выбора.
Выделяются следующие формы проявления политического отчуждения:
1. Политическое бессилие — чувство невозможности влиять на действия правительства.
2. Политическая бессмысленность — восприятие политических решений, как непонятных и непредсказуемых.
3. Отсутствие политической нормы — ощущение того, что нормы и правила, признанные регулировать политические отношения, не работают, и что отклонения политиков от предписанного поведения приобретают широкое распространение.
4. Политическая изоляция — отрицание личностью широко распространённых и поддерживаемых другими членами общества политических норм и целей.
5. Политическое разочарование — потеря личностью интереса к политике и к участию в ней вследствие ненадлежащего поведения представителей правящего класса, например из-за скандалов вокруг неэтичного поведения политических лидеров.

Политическое отчуждение находится в обратной связи с эффективностью политической системы.
Наиболее частыми электоральными последствиями политического отчуждения являются неучастие в выборах и т. н. протестное голосование.